# EXT1
EXT1‏ (Exostosin glycosyltransferase 1) هوَ بروتين يُشَفر بواسطة جين EXT1 في الإنسان.